# Vilhî, Zolotonoșa
Vilhî (în ucraineană Вільхи) este o comună în raionul Zolotonoșa, regiunea Cerkasî, Ucraina, formată numai din satul de reședință.

## Demografie
Componența lingvistică a comunei Vilhî
     Ucraineană (95,49%)
     Rusă (4,08%)
     Alte limbi (0,22%)
Conform recensământului din 2001, majoritatea populației comunei Vilhî era vorbitoare de ucraineană (95,49%), existând în minoritate și vorbitori de rusă (4,08%).